# Самбуриха
Самбуриха (в низовье Решетиха) — река в России, протекает по Гаврилов-Ямскому району Ярославской области. Длина реки — 16 км, площадь водосборного бассейна — 62,9 км².

## География и гидрология
Решетиха это нижняя часть реки, после впадения в Сабуриху справа от Тамборки. Исток находится в болотистом лесу у деревни Грутцина, река течёт в основном на юг, через деревню Меленки, урочище Сермино, деревни Пыполово, Обращиха, напротив Обращихи впадает правый приток Тамборка и река после этого называется Решетиха. Она протекает через деревню Чайкино. Устье реки находится в 64 км по правому берегу реки Лахость, между деревнями Листопадка и Тарусино.

## Данные водного реестра
По данным государственного водного реестра России относится к Верхневолжскому бассейновому округу, водохозяйственный участок реки — Волга от Рыбинского гидроузла до города Кострома, без реки Кострома от истока до водомерного поста у деревни Исады, речной подбассейн реки — Волга ниже Рыбинского водохранилища до впадения Оки. Речной бассейн реки — (Верхняя) Волга до Куйбышевского водохранилища (без бассейна Оки).
Код объекта в государственном водном реестре — 08010300212110000010996.